# Paulão Prestes
Pour les articles homonymes, voir Prestes.
Paulo « Paulão » Prestes, né le 15 février 1988 à Monte Aprazivel, au Brésil, est un joueur brésilien de basket-ball, évoluant au poste de pivot.